# 岡田龍司
岡田 龍司（おかだ りゅうじ、1964年2月13日 - ）は、広島県出身の、日本の柔道選手である。階級は95kg超級。現役時代は身長175cm。体重120kg。

## 経歴
近代福山高校3年の時に金鷲旗で2位、インターハイ団体戦で3位となった。近畿大学へ進むと、2年の時に世界ジュニアの95kg超級決勝でソ連のゲナンジー・ヤレメンコに敗れて2位だった。新人体重別でも決勝で東海大学2年の樋川純に敗れた。3年の時には正力杯で3位となった。無差別で争われる学生選手権では決勝で天理大学4年の正木嘉美に敗れた。正力国際では無差別で3位になった。4年の時には正力杯で再び3位だったものの、学生選手権では決勝で天理大学3年の野村幸生を破って優勝した。正力国際では決勝でソ連のグリゴリー・ベリチェフに崩上四方固で敗れた。1986年には近畿大学の教員になると、講道館杯決勝では兄である大阪府警の岡田正行との兄弟対決になったが、腕挫脚固で敗れた。モスクワで開催されたグッドウィルゲームズでは3位になった。サンパウロで開催された世界学生では個人戦決勝で地元ブラジルの選手に指導で敗れて2位だったが、団体戦では優勝を飾った(この大会は大会開催年の12月31日時点において29歳未満で、大学か大学院に在学しているか卒業して2年以内の選手には出場資格があるため、社会人でも出場可能)。1987年の全日本選手権では史上3組目の兄弟出場を果たした。兄は初戦で敗れたが、自らは初戦である2回戦で優勝候補の一角であった新日鉄の滝吉直樹を判定で破ると、3回戦でも旭化成の羽賀善夫に判定勝ち、準々決勝では東海大学3年の78kg級の選手である高波善行に有効勝ちした。準決勝で大阪府警の元谷金次郎に崩上四方固で敗れるも3位入賞を果たした。続く体重別でも3位になった。環太平洋柔道選手権大会では優勝したが、フランス国際では3位だった。

## 戦績
- 1981年 -　金鷲旗　2位
- 1981年 -　インターハイ団体戦　3位
- 1983年 -　世界ジュニア　3位
- 1983年 -　新人体重別　2位
- 1984年 -　正力杯　3位
- 1984年 -　学生選手権　無差別　2位
- 1985年 -　正力国際　無差別　3位
- 1985年 -　正力杯　3位
- 1985年 -　学生選手権　無差別　優勝
- 1986年 -　正力国際　無差別　2位
- 1986年 -　講道館杯 2位
- 1986年 -　グッドウィルゲームズ　無差別　3位
- 1986年 -　世界学生　個人戦　2位　団体戦　優勝
- 1987年 -　全日本選手権　3位
- 1987年 -　体重別　3位
- 1987年 -　環太平洋柔道選手権大会　95kg超級　優勝　無差別　3位
- 1988年 -　フランス国際　3位

(出典、JudoInside.com)。